# Битва при Аламані (1821)

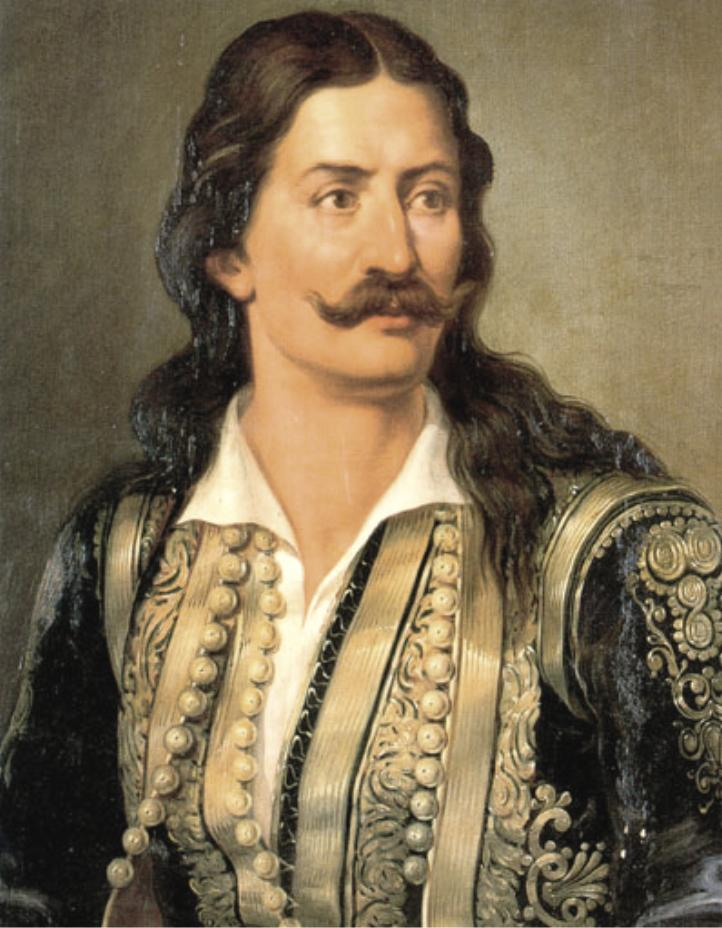
Афанасіос Діакос.

Битва при Аламані — бій, що відбувся біля Фермопіл в Центральній Греції 22 квітня 1821 р. між загоном грецьких повстанців на чолі з Афанасіосом Діакосом та османськими турками під час грецької війни за незалежність 1821—1829 років.

## Битва
1 квітня 1821 р. Хурсид-паша направив до контингенту грецьких бойовиків під командуванням Афанасіоса Діакосаа і Васіліса Бусгоса, двох своїх найкомпетентніших командирів із Фессалії Омера Вріоні та Кесе Мехмеда на чолі 8000 чоловік з наказом придушити повстання в Румелі, а потім перейти до Пелопоннесу і зняти облогу в Тріполіці.
Афанасіос Діакос і його група вирішили зупинити османський наступ в Румелі, приймаючи оборонні позиції поблизу Фермопіл. Грецькі війська з 1500 чоловік були розділені на три секції — Дьовуніотис повинен був захищати міст у Горгопотамосі, Панургіас на висотах Халькомата, а Діакос міст в Аламані.
Османські турки вирушили зі свого табору в Ліанокладі, поблизу Ламії і незабаром розділили свої сили. Основна сила напала на Діакоса, інша напала на Дьовуніотиса. Розгромивши загін Дьовуніотиса, направили свої сили на Панургіаса. Після поранення Панургіаса, його люди відступили. Османи зосередили свою атаку на позиції Діакоса біля мосту Аламана. Бусгос, який воював разом з Діакосом, побачивши, що це питання часу, коли їх захопить ворог, благав його відступити в безпечне місце. Діакос вирішив залишитися і битися з 48 чоловіками. Вони вели відчайдушну рукопашну боротьбу протягом кількох годин. Діакоса, пораненого в бою, захопили в полон після того, як його меч зламався.

### Смерть Діакоса
Омер Вріоні запропонував Атанасіосу Діакосу стати офіцером його армії. Діакос негайно відмовився і відповів:
«Я народився греком і помру греком».
 Тоді Вріоні наказав посадити Діакоса на кіл. Османи намагалися змусити Діакоса нести заточений стовп, але він кинув його з презирством.
В одній популярній версії згадується, що Діакоса також смажили на вогні, однак, це суперечить іншій легенді, згідно з якою його наступного дня з милості вбили грецькі повстанці, оскільки він виявився в перед-смертному стані від насадження на кіл.

## Наслідки
Незважаючи на те, що битва стала для греків військовою поразкою, героїчна смерть Діакоса забезпечила грецькій національній справі хвилюючий міф про мученика.